# Isaba
Isaba (baskijski: Izaba) – gmina w Hiszpanii, w Nawarze, o powierzchni 146,89 km². W 2011 roku gmina liczyła 507 mieszkańców.